# Macquartia tessellum
Macquartia tessellum är en tvåvingeart som först beskrevs av Johann Wilhelm Meigen 1824.  Macquartia tessellum ingår i släktet Macquartia och familjen parasitflugor. Inga underarter finns listade i Catalogue of Life.